# Admirał (radioodbiornik)
Admirał – polski monofoniczny radioodbiornik samochodowy produkowany w Zakładach Radiowych im. Marcina Kasprzaka w Warszawie.

## Charakterystyka
Umożliwia odbiór stacji na falach długich i średnich. Posiada 8 obwodów strojonych i klawiszowy przełącznik zakresów, zasilany jest z akumulatora samochodowego (6 lub 12 V). Układ odbiornika zawiera 8 tranzystorów germanowych (2×TG-40, 2×TG-39, TG-5, TG-50, 2×TG-70) i 2 diody germanowe (DOG-53).